# Duloe (Bedfordshire)
Duloe – osada w Anglii, w hrabstwie ceremonialnym Bedfordshire, w dystrykcie (unitary authority) Bedford. Leży 15 km na północny wschód od centrum miasta Bedford i 82 km na północ od centrum Londynu.